# Timoerboega van Egypte
Al-Malik Al-Zahīr Timoerboega (overleden 1475) was de 17de Boerdji Sultan van Mamluk Egypte.
Hij was van Albanese afkomst. Hij regeerde van 1467 tot 1468. Hij gebruikte de titel van Al-Malik az-Zahir (de welvarende koning).